# Xiaoshun (köpinghuvudort i Kina, Zhejiang Sheng, lat 29,18, long 119,87)
Xiaoshun (kinesiska: 孝順鎮, 孝顺, 孝顺镇) är en köpinghuvudort i Kina. Den ligger i provinsen Zhejiang, i den östra delen av landet, omkring 120 kilometer söder om provinshuvudstaden Hangzhou. Antalet invånare är 71 012. Befolkningen består av 34 044 kvinnor och 36 968 män. Barn under 15 år utgör 12,0 %, vuxna 15-64 år 781 %, och äldre över 65 år 9,0 %.
Runt Xiaoshun är det tätbefolkat, med 913 invånare per kvadratkilometer. Xiaoshun är det största samhället i trakten. Trakten runt Xiaoshun består till största delen av jordbruksmark.
Genomsnittlig årsnederbörd är 2 196 millimeter. Den regnigaste månaden är juni, med i genomsnitt 436 mm nederbörd, och den torraste är januari, med 75 mm nederbörd.